# Valentin Loos
Valentin Loos (n. 13 aprilie 1895, Praga, Austro-Ungaria – d. 8 septembrie 1942, Praga, Protectoratul Boemiei și Moraviei) a fost un jucător de hochei pe gheață ce a reprezentat Cehoslovacia, medaliat olimpic. A participat la 2 ediții ale Jocurilor Olimpice (1920, 1924) în care a câștigat o medalie de bronz.